# Să râdem cu Mickey!

Logoul Să râdem cu Mickey! în limba română

Să râdem cu Mickey! (engleză Have a Laugh!) este un serial de animație produs de Walt Disney Company. Emisiunea este alcătuită atât din desene animate clasice Disney (Curățătorii de ceasuri, Fantome singuratice și Mickey și foca), cât și din versiuni scurte ale acestora. 
Serialul este difuzat în toată lumea, pe canalele Disney, incluzând Disney Channel, Disney XD și Disney Cinemagic. În România, serialul a avut premiera în luna octombrie a anului 2010 și era difuzat în fiecare zi pe Disney Channel România.

## Istorie
De peste șase ani, Disney Channel a ignorat personajele clasice, cum ar fi Mickey Mouse, Donald Duck și Goofy (cu excepția serialului pentru preșcolari Clubul lui Mickey Mouse) pentru a face loc în grila de programe serialelor pentru publicul tânăr, cum ar fi Hannah Montana, Zack și Cody, ce viață minunată sau Magicienii din Waverly Place. Acest lucru a cauzat multe controverse, iar canalul a început să îi readucă pe sticlă pe "Mickey și Prietenii". 
Serialul beneficiază de versiuni lungi și scurte ale desenelor animate clasice, remasterizate digital. În Statele Unite, versiunile scurte au fost re-dublate de actorii curenți, care înregistrează vocile pentru Clubul lui Mickey Mouse, cum ar fi Bret Iwan, Tony Anselmo, Jim Cummings și Bill Farmer.
În ciuda faptului că este unul scurt, serialul este de succes, Disney Channel hotărând chiar să difuzeze Albă ca Zăpada și cei șapte pitici în 2010.

## Personaje
| Personaj              | Voce originală                      | Voce în limba română                          |
| --------------------- | ----------------------------------- | --------------------------------------------- |
| Mickey Mouse          | Wayne Allwine, mai târziu Bret Iwan | Ștefan Aruxandrei (Eugen Morcov)              |
| Goofy                 | Bill Farmer                         | Bogdan Tudor                                  |
| Pluto                 | Bill Farmer                         | Mihai Bisericanu                              |
| Minnie Mouse          | Russi Taylor                        | Adina Lucaciu                                 |
| Donald Duck           | Tonny Anselmo                       | Valentino Tiron                               |
| Chip și Dale          | Tress MacNeille                     | Andreea Bibiri și Mihai Bisericanu/Petre Lupu |
| Daisy Duck*           | Tress MacNeille                     | Antoaneta Zaharia                             |
| Pete*                 | Jim Cummings                        | Valentin Teodosiu                             |
| Huey, Dewey și Louie* | Tony Anselmo                        |                                               |

Persoanjele care nu au fost, încă, introduse în serial sunt marcate cu (*).